# Diestota currax
Diestota currax är en skalbaggsart som beskrevs av Sharp 1908. Diestota currax ingår i släktet Diestota och familjen kortvingar. Inga underarter finns listade i Catalogue of Life.